# Angelo Paccagnini
Angelo Paccagnini (Castano Primo, 17 ottobre 1930 – Milano, 2 luglio 1999) è stato un compositore e didatta italiano.

## Biografia
Ha completato gli studi musicali presso il Conservatorio "G. Verdi" di Milano diplomandosi in clarinetto (1953), musica corale e direzione di coro (1954), composizione e strumentazione (1955).
È stato allievo di Bruno Bettinelli (1953) ed ha lavorato, a partire dal 1958, con Bruno Maderna e Luciano Berio allo Studio di Fonologia Musicale della RAI di Milano, di cui è in seguito divenuto direttore (dal 1968 al 1970).
Dall'esperienza presso lo Studio di Fonologia Musicale, il passo per creare una delle prime cattedre di musica elettronica italiane, presso il Conservatorio di Milano, è stato breve. Dal 1969 al 1980, da questa cattedra, ha insegnato composizione e musica elettronica a numerose generazioni di giovani allievi tra cui Riccardo Bianchini, Gaetano Liguori, Ruggero Tajè , Riccardo Sinigaglia.
Dal 1980 al 1983 ha diretto il Conservatorio di Mantova e, dal 1984 al 1989, quello di Verona. Dal 1989 ha collaborato con il L.I.M. (Laboratorio di Informatica Musicale del Dipartimento di Informatica dell'Università degli Studi di Milano, al tempo Dipartimento di Scienze dell'Informazione) dell'ambito dei progetti musicali e multimediali. Dopo la sua morte la città di Castano Primo nell'aprile 2005 ha voluto celebrarlo inaugurando un moderno auditorium a suo nome.
Nel 1963, con la compagna Carla Bianchi-Weber ha fondato e diretto il complesso Ars Antiqua, specializzato nell'esecuzione di musiche medioevali, rinascimentali e barocche.
Per incarico dell'Accademia Filarmonica di Verona, nel 1984 ha costituito e diretto l'orchestra femminile Nuova Armonia.
Ha curato, assieme a Carla Bianchi-Weber, numerose edizioni e revisioni di musiche di compositori dell'età medioevale, rinascimentale e barocca, testimoniate nelle raccolte discografiche edite da RCA Italiana, Fonit Cetra e PCC-Assisi.
È stato curatore di alcuni cicli musicali per la radio e la televisione italiana: Musica, Musica, Musiche al tempo di Dante (con Federico Ghisi), La musica moderna tra suono e rumore (con Massimo Mila).
Dagli anni settanta, ha tenuto numerosi seminari e conferenze in tutta Italia e all'estero.
Dal 1953 le sue opere sono state rappresentate nei principali festival e teatri italiani ed europei (la Scala di Milano, la Fenice di Venezia, Varsavia, Parigi, Ostenda, Amburgo, Darmstadt, eccetera).
Tra i riconoscimenti nazionali ed internazionali si ricordano il Premio Italia 1964 per l'opera radiofonica Il dio di oro e il premio Tribune Internationale des Compositeurs, assegnatogli a Parigi nel 1965.
Ha tenuto numerosissime conferenze in Italia e in Europa sui problemi della musica e sulla didattica musicale, in special modo sulla didattica musicale nella scuola dell'infanzia con Mario Piatti, testimoniate da scritti e atti di convegno, nonché da libri e brevi saggi.
Per la televisione ha curato le musiche dello sceneggiato televisivo del 1971 I Buddenbrook.
È scomparso il 2 luglio 1999 dopo una lunga malattia.

## Curiosità
È apparso come attore protagonista (non professionista) nel film di Augusto Tretti La legge della tromba, per il quale ha anche composto la colonna sonora elettronica, in collaborazione con Eugenia Tretti Manzoni (sorella del regista Tretti e moglie di Giacomo Manzoni).